# Světový pohár v alpském lyžování 2021/2022
Světový pohár v alpském lyžování 2021/2022 byl 56. ročník série vrcholných závodů v alpském lyžování organizovaný Mezinárodní lyžařskou federací od roku 1967. Sezóna začala tradičně během října 2021 v rakouském Söldenu, který hostil obří slalom jako první závod od roku 2000. Skončila v polovině března 2022 finálem ve francouzských střediscích Courchevel a Méribel, dějišti Mistrovství světa 2023. Sezónu přerušily únorové Zimní olympijské hry 2022 v Pekingu.
Na rozdíl od předchozích sezón byl do plánu mužského i ženského kalendáře zařazen shodný počet osmnácti rychlostních (sjezd, super-G) a osmnácti technických disciplín (obří slalom, slalom), dále pak jeden paralelní obří slalom a jedna týmová soutěž. Podruhé v řadě program nezahrnul žádný kombinovaný závod, v němž by soutěžili muži a ženy společně. Po roční absenci kvůli koronavirové pandemii se Světový pohár vrátil na sjezdovky Severní Ameriky.
Celkovými vítězi ročníku se stali Švýcar Marco Odermatt a Američanka Mikaela Shiffrinová, která tak získala čtvrtý velký křišťálový glóbus a první od roku 2019. Odermatt vyhrál poprvé.

## Přehled

### Muži
Poprvé se celkovým vítězem sezóny stal 24letý Švýcar Marco Odermatt, který vylepšil umístění na druhé příčce z předchozího ročníku 2021. Jistotu titulu získal 16. března 2022 druhým místem ve sjezdu na finále Světového poháru. Tři závody před koncem si zajistil nedostižitelný náskok 359 bodů před druhým Aleksandrem Aamodtem Kildem. Již předtím měl jistotu zisku prvního malého křišťálového glóbu z obřího slalomu, v němž se stal olympijským šampionem na ZOH 2022 v Pekingu. Odermatt se stal prvním celkovým vítězem série ze Švýcarska od roku 2010, kdy mužům „kraloval“ Carlo Janka. V sezóně ovládl sedm závodů.
Nor Aleksander Aamodt Kilde se stal vítězem hodnocení obou rychlostních disciplín, sjezdu i superobřího slalomu,  což se naposledy před ním podařilo krajanovi Kjetilu Jansrudovi v roce 2015. Beat Feuz tak nezískal jako první lyžař pátý malý glóbus ve sjezdu, když skončil v posledním sjezdovém závodu v Courchevel třetí a Kildemu stačilo čtvrté místo k minimálnímu celkovému náskoku 13 bodů.
Rakušan Johannes Strolz se vítězstvím v adelbodenském slalomu stal 300. lyžařem, jenž vyhrál alespoň jeden závod v mužském Světovém poháru. Dave Ryding ovládl slalom v Kitzbühelu, což z něj učinilo vůbec prvního britského vítěze závodu Světového poháru a v 35 letech také nejstaršího šampiona celé série od roku 1967, jenž vyhrál svůj první závod. Vylepšil tak své maximum, druhé místo na téže sjezdovce z ledna 2017, jímž tehdy vyrovnal nejlepší britský výkon Konrada Bartelského ze sjezdu ve Val Gardeně 1981. 21letý Nor Lucas Braathen triumfoval ve wengenském slalomu, přestože mu po prvním kole patřila až 29. příčka a na vedoucího Kristoffersena ztrácel více než dvě sekundy.

### Ženy
Celkové vítězství v sezóně počtvrté připadlo Mikaele Shiffrinové, jež navázala na triumfy z let 2017, 2018 a 2019. Vítězství si zajistila 17. března 2022 díky druhému místu v courchevelském superobřímu slalomu. Dva závody před koncem si tak vypracovala nedostižitelný náskok 236 bodů před druhou Slovenkou a obhájkyní prvenství Petrou Vlhovou. V celkových statistikách se Shiffrinová čtvrtým titulem zařadila na druhou příčku po bok krajanky Lindsey Vonnové za rekordmanku Annemarii Moserovou-Pröllovou s šesti trofejemi ze 70. let dvacátého století.
V sezóně Shiffrinová ovládla pět závodů. Po téměř čtyřech letech, poprvé od 28. ledna 2018 v Lenzerheide, nedokončila 9. ledna 2022 druhé kolo slalomu, a to během závodu v Kranjske Goře. O dva dny později překonala ve Schladmingu 47. slalomovou výhrou Stenmarkův absolutní rekord počtu vítězství v jedné disciplíně Světového poháru, když Švéd vyhrál 46 obřích slalomů.

## Dějiště
Kalendář Světového poháru 2021/2022 na začátku sezóny zahrnoval 31 lyžařských středisek, v nichž bylo naplánováno 19 mužských, 21 ženských a 8 společných závodů s účastí mužských i ženských soutěží. Ženské závody ve Flachau byly pro velmi vysokou incidenci covid pozitivních osob přesunuty do tradičně mužského dějiště ve Schladmingu. Kranjská Gora měla hostit jen mužské závody, ale pro nedostatek sněhu v Mariboru v ní odjely dvě soutěže také ženy.
| Sölden                                                                           | Lech/Zürs                                                                        | Lake Louise                                                                   | Beaver Creek                                                                  | Val-d'Isère                                                                                | Val-d'Isère                                                                                |
| -------------------------------------------------------------------------------- | -------------------------------------------------------------------------------- | ----------------------------------------------------------------------------- | ----------------------------------------------------------------------------- | ------------------------------------------------------------------------------------------ | ------------------------------------------------------------------------------------------ |
|                                                                                  |                                                                                  |                                                                               |                                                                               |                                                                                            |                                                                                            |
| Rettenbach                                                                       | Flexenarena                                                                      | Men's Olympic Downhill                                                        | Birds of Prey                                                                 | La face de Bellevarde                                                                      | Piste Oreiller-Killy                                                                       |
| Val Gardena/Gröden                                                               | Alta Badia                                                                       | Madonna di Campiglio                                                          | Bormio                                                                        | Adelboden                                                                                  | Kranjska Gora                                                                              |
|                                                                                  |                                                                                  |                                                                               |                                                                               |                                                                                            |                                                                                            |
| Saslong                                                                          | Gran Risa                                                                        | Canalone Miramonti                                                            | Stelvio                                                                       | Chuenisbärgli                                                                              | Podkoren 3                                                                                 |
| Evropa Záhřeb Kranjska Gora Maribor Kvitfjell Garmisch-Partenkirchen Levi Åre    | Evropa Záhřeb Kranjska Gora Maribor Kvitfjell Garmisch-Partenkirchen Levi Åre    | Evropa Záhřeb Kranjska Gora Maribor Kvitfjell Garmisch-Partenkirchen Levi Åre | Evropa Záhřeb Kranjska Gora Maribor Kvitfjell Garmisch-Partenkirchen Levi Åre | Severní Amerika Lake Louise Killington Beaver Creek Francie Courchevel Val-d'Isère Méribel | Severní Amerika Lake Louise Killington Beaver Creek Francie Courchevel Val-d'Isère Méribel |
| Severní Itálie Kronplatz Gröden Alta Badia Cortina Madonna di · Campiglio Bormio | Severní Itálie Kronplatz Gröden Alta Badia Cortina Madonna di · Campiglio Bormio | Rakousko Sölden Lech-Zürs Flachau Lienz Zauchensee Kitzbühel Schladming       | Rakousko Sölden Lech-Zürs Flachau Lienz Zauchensee Kitzbühel Schladming       | Švýcarsko Crans-Montana Adelboden Svatý Mořic Wengen Lenzerheide                           | Švýcarsko Crans-Montana Adelboden Svatý Mořic Wengen Lenzerheide                           |
| Maribor                                                                          | Schladming                                                                       | Kitzbühel                                                                     | Kitzbühel                                                                     | Wengen                                                                                     | Wengen                                                                                     |
|                                                                                  |                                                                                  |                                                                               |                                                                               |                                                                                            |                                                                                            |
| Miranova proga A                                                                 | Planai                                                                           | Streif                                                                        | Ganslernhang                                                                  | Lauberhorn                                                                                 | Männlichen/Jungfrau                                                                        |
| Killington                                                                       | Levi                                                                             | Cortina d'Ampezzo                                                             | Záhřeb                                                                        | Garmisch-Partenkirchen                                                                     | Garmisch-Partenkirchen                                                                     |
|                                                                                  |                                                                                  |                                                                               |                                                                               |                                                                                            |                                                                                            |
| Superstar                                                                        | Levi Black                                                                       | Olimpia delle Tofane                                                          | Crveni spust                                                                  | Kandahar                                                                                   | Gudiberg                                                                                   |

| Legenda       | Legenda       | Legenda         |
| ------------- | ------------- | --------------- |
| ženské závody | mužské závody | společné závody |

## Muži

### Kalendář
| Poř.                                                                                | závod  | datum              | dějiště                | sjezdovka (max. sklon)                                                                      | typ                                                                                         | 1. místo                                                                                    | 2. místo                                                                                    | 3. místo                                                                                    | celkový lídr                                                              | zdroj                                                                     |
| ----------------------------------------------------------------------------------- | ------ | ------------------ | ---------------------- | ------------------------------------------------------------------------------------------- | ------------------------------------------------------------------------------------------- | ------------------------------------------------------------------------------------------- | ------------------------------------------------------------------------------------------- | ------------------------------------------------------------------------------------------- | ------------------------------------------------------------------------- | ------------------------------------------------------------------------- |
| 1818.                                                                               | 1.     | 24. října 2021     | Sölden                 | Rettenbach (68,2 %)                                                                         | OS 430                                                                                      | Marco Odermatt                                                                              | Roland Leitinger                                                                            | Žan Kranjec                                                                                 | Marco Odermatt                                                            | [ 11 ]                                                                    |
| 1819.                                                                               | 2.     | 14. listopadu 2021 | Lech/Zürs              | Flexenarena (50 %)                                                                          | PS 008                                                                                      | Christian Hirschbühl                                                                        | Dominik Raschner                                                                            | Atle Lie McGrath                                                                            | Christian Hirschbühl Marco Odermatt                                       | [ 12 ]                                                                    |
|                                                                                     |        | 26. listopadu 2021 | Lake Louise            | Men's Olympic Downhill (53 %)                                                               | SJ cnx                                                                                      | zrušeno pro husté sněžení, přesunuto do Beaver Creeku na 5. prosince 2021                   | zrušeno pro husté sněžení, přesunuto do Beaver Creeku na 5. prosince 2021                   | zrušeno pro husté sněžení, přesunuto do Beaver Creeku na 5. prosince 2021                   | zrušeno pro husté sněžení, přesunuto do Beaver Creeku na 5. prosince 2021 | zrušeno pro husté sněžení, přesunuto do Beaver Creeku na 5. prosince 2021 |
| 1820.                                                                               | 3.     | 27. listopadu 2021 | Lake Louise            | Men's Olympic Downhill (53 %)                                                               | SJ 504                                                                                      | Matthias Mayer                                                                              | Vincent Kriechmayr                                                                          | Beat Feuz                                                                                   | Marco Odermatt                                                            | [ 13 ]                                                                    |
|                                                                                     |        | 28. listopadu 2021 | Lake Louise            | Men's Olympic Downhill (53 %)                                                               | SG cnx                                                                                      | zrušeno pro husté sněžení                                                                   | zrušeno pro husté sněžení                                                                   | zrušeno pro husté sněžení                                                                   | zrušeno pro husté sněžení                                                 | zrušeno pro husté sněžení                                                 |
| 1821.                                                                               | 4.     | 2. prosince 2021   | Beaver Creek           | Birds of Prey (68 %)                                                                        | SG 224                                                                                      | Marco Odermatt                                                                              | Matthias Mayer                                                                              | Broderick Thompson                                                                          | Marco Odermatt                                                            | [ 14 ]                                                                    |
| 1822.                                                                               | 5.     | 3. prosince 2021   | Beaver Creek           | Birds of Prey (68 %)                                                                        | SG 225                                                                                      | Aleksander Aamodt Kilde                                                                     | Marco Odermatt                                                                              | Travis Ganong                                                                               | Marco Odermatt                                                            | [ 15 ]                                                                    |
| 1823.                                                                               | 6.     | 4. prosince 2021   | Beaver Creek           | Birds of Prey (68 %)                                                                        | SJ 505                                                                                      | Aleksander Aamodt Kilde                                                                     | Matthias Mayer                                                                              | Beat Feuz                                                                                   | Marco Odermatt                                                            | [ 16 ]                                                                    |
|                                                                                     |        | 5. prosince 2021   | Beaver Creek           | Birds of Prey (68 %)                                                                        | SJ 506                                                                                      | zrušeno pro silný vítr                                                                      | zrušeno pro silný vítr                                                                      | zrušeno pro silný vítr                                                                      | zrušeno pro silný vítr                                                    | zrušeno pro silný vítr                                                    |
| 1824.                                                                               | 7.     | 11. prosince 2021  | Val-d'Isère            | La face de Bellevarde (71 %)                                                                | OS 431                                                                                      | Marco Odermatt                                                                              | Alexis Pinturault                                                                           | Manuel Feller                                                                               | Marco Odermatt                                                            | [ 17 ]                                                                    |
| 1826.                                                                               | 8.     | 12. prosince 2021  | Val-d'Isère            | La face de Bellevarde (71 %)                                                                | SL 509                                                                                      | Clément Noël                                                                                | Kristoffer Jakobsen                                                                         | Filip Zubčić                                                                                | Marco Odermatt                                                            | [ 18 ]                                                                    |
| 1826.                                                                               | 9.     | 17. prosince 2021  | Val Gardena/Gröden     | Saslong (56,9 %)                                                                            | SG 226                                                                                      | Aleksander Aamodt Kilde                                                                     | Matthias Mayer                                                                              | Vincent Kriechmayr                                                                          | Marco Odermatt                                                            | [ 19 ]                                                                    |
| 1827.                                                                               | 10.    | 18. prosince 2021  | Val Gardena/Gröden     | Saslong (56,9 %)                                                                            | SJ 506                                                                                      | Bryce Bennett                                                                               | Otmar Striedinger                                                                           | Niels Hintermann                                                                            | Marco Odermatt                                                            | [ 20 ]                                                                    |
| 1828.                                                                               | 11.    | 19. prosince 2021  | Alta Badia             | Gran Risa (69 %)                                                                            | OS 432                                                                                      | Henrik Kristoffersen                                                                        | Marco Odermatt                                                                              | Manuel Feller                                                                               | Marco Odermatt                                                            | [ 21 ]                                                                    |
| 1829.                                                                               | 12.    | 20. prosince 2021  | Alta Badia             | Gran Risa (69 %)                                                                            | OS 433                                                                                      | Marco Odermatt                                                                              | Luca De Aliprandini                                                                         | Alexander Schmid                                                                            | Marco Odermatt                                                            | [ 22 ]                                                                    |
| 1830.                                                                               | 13.    | 22. prosince 2021  | Madonna di Campiglio   | Canalone Miramonti (60 %)                                                                   | SL 510                                                                                      | Sebastian Foss-Solevåg                                                                      | Alexis Pinturault                                                                           | Kristoffer Jakobsen                                                                         | Marco Odermatt                                                            | [ 23 ]                                                                    |
| 1831.                                                                               | 14.    | 28. prosince 2021  | Bormio                 | Stelvio (63 %)                                                                              | SJ 507                                                                                      | Dominik Paris                                                                               | Marco Odermatt                                                                              | Niels Hintermann                                                                            | Marco Odermatt                                                            | [ 24 ]                                                                    |
| 1832.                                                                               | 15.    | 29. prosince 2021  | Bormio                 | Stelvio (63 %)                                                                              | SG 227                                                                                      | Aleksander Aamodt Kilde                                                                     | Raphael Haaser                                                                              | Vincent Kriechmayr                                                                          | Marco Odermatt                                                            | [ 25 ]                                                                    |
|                                                                                     |        | 30. prosince 2021  | Bormio                 | Stelvio (63 %)                                                                              | SG cnx                                                                                      | přeložené Super-G z Lake Louise zrušeno pro teplé počasí                                    | přeložené Super-G z Lake Louise zrušeno pro teplé počasí                                    | přeložené Super-G z Lake Louise zrušeno pro teplé počasí                                    | přeložené Super-G z Lake Louise zrušeno pro teplé počasí                  | přeložené Super-G z Lake Louise zrušeno pro teplé počasí                  |
| 5. ledna 2022                                                                       | Záhřeb | Crveni spust       | SL cnx                 | zrušeno pro teplé počasí a vítr; přeloženo na 6. ledna 2022                                 | zrušeno pro teplé počasí a vítr; přeloženo na 6. ledna 2022                                 | zrušeno pro teplé počasí a vítr; přeloženo na 6. ledna 2022                                 | zrušeno pro teplé počasí a vítr; přeloženo na 6. ledna 2022                                 | zrušeno pro teplé počasí a vítr; přeloženo na 6. ledna 2022                                 |                                                                           |                                                                           |
| 6. ledna 2022                                                                       | Záhřeb | Crveni spust       | SL cnx                 | zrušeno po odjetí 19 lyžařů v 1. kole; špatné sněhové podmínky; možný přesun do Schladmingu | zrušeno po odjetí 19 lyžařů v 1. kole; špatné sněhové podmínky; možný přesun do Schladmingu | zrušeno po odjetí 19 lyžařů v 1. kole; špatné sněhové podmínky; možný přesun do Schladmingu | zrušeno po odjetí 19 lyžařů v 1. kole; špatné sněhové podmínky; možný přesun do Schladmingu | zrušeno po odjetí 19 lyžařů v 1. kole; špatné sněhové podmínky; možný přesun do Schladmingu |                                                                           |                                                                           |
| 1833.                                                                               | 16.    | 8. ledna 2022      | Adelboden              | Chuenisbärgli (60 %)                                                                        | OS 434                                                                                      | Marco Odermatt                                                                              | Manuel Feller                                                                               | Alexis Pinturault                                                                           | Marco Odermatt                                                            | [ 26 ]                                                                    |
| 1834.                                                                               | 17.    | 9. ledna 2022      | Adelboden              | Chuenisbärgli (60 %)                                                                        | SL 511                                                                                      | Johannes Strolz                                                                             | Manuel Feller                                                                               | Linus Straßer                                                                               | Marco Odermatt                                                            | [ 27 ]                                                                    |
| 1835.                                                                               | 18.    | 13. ledna 2022     | Wengen                 | Lauberhorn (90 %)                                                                           | SG 228                                                                                      | Marco Odermatt                                                                              | Aleksander Aamodt Kilde                                                                     | Matthias Mayer                                                                              | Marco Odermatt                                                            | [ 28 ]                                                                    |
| 1836.                                                                               | 19.    | 14. ledna 2022     | Wengen                 | Lauberhorn (90 %)                                                                           | SJ 508                                                                                      | Aleksander Aamodt Kilde                                                                     | Marco Odermatt                                                                              | Beat Feuz                                                                                   | Marco Odermatt                                                            | [ 29 ]                                                                    |
| 1837.                                                                               | 20.    | 15. ledna 2022     | Wengen                 | Lauberhorn (90 %)                                                                           | SJ 509                                                                                      | Vincent Kriechmayr                                                                          | Beat Feuz                                                                                   | Dominik Paris                                                                               | Marco Odermatt                                                            | [ 30 ]                                                                    |
| 1838.                                                                               | 21.    | 16. ledna 2022     | Wengen                 | Männlichen (72 %)                                                                           | SL 512                                                                                      | Lucas Braathen                                                                              | Daniel Yule                                                                                 | Giuliano Razzoli                                                                            | Marco Odermatt                                                            | [ 31 ]                                                                    |
| 1839.                                                                               | 22.    | 21. ledna 2022     | Kitzbühel              | Streif (85 %)                                                                               | SJ 510                                                                                      | Aleksander Aamodt Kilde                                                                     | Johan Clarey                                                                                | Blaise Giezendanner                                                                         | Marco Odermatt                                                            | [ 32 ]                                                                    |
| 1840.                                                                               | 23.    | 22. ledna 2022     | Kitzbühel              | Ganslern (70 %)                                                                             | SL 513                                                                                      | Dave Ryding                                                                                 | Lucas Braathen                                                                              | Henrik Kristoffersen                                                                        | Marco Odermatt                                                            | [ 33 ]                                                                    |
| 1841.                                                                               | 24.    | 23. ledna 2022     | Kitzbühel              | Streif (85 %)                                                                               | SJ 511                                                                                      | Beat Feuz                                                                                   | Marco Odermatt                                                                              | Daniel Hemetsberger                                                                         | Marco Odermatt                                                            | [ 34 ]                                                                    |
| 1842.                                                                               | 25.    | 25. ledna 2022     | Schladming             | Planai (54 %)                                                                               | SL 514                                                                                      | Linus Straßer                                                                               | Atle Lie McGrath                                                                            | Manuel Feller                                                                               | Marco Odermatt                                                            | [ 35 ]                                                                    |
|                                                                                     |        | 6.–20. února 2022  | Peking                 | Zimní olympijské hry                                                                        | Zimní olympijské hry                                                                        | Zimní olympijské hry                                                                        | Zimní olympijské hry                                                                        | Zimní olympijské hry                                                                        | Zimní olympijské hry                                                      | Zimní olympijské hry                                                      |
| 1843.                                                                               | 26.    | 26. února 2022     | Garmisch-Partenkirchen | Gudiberg                                                                                    | SL 515                                                                                      | Henrik Kristoffersen                                                                        | Loïc Meillard                                                                               | Manuel Feller                                                                               | Marco Odermatt                                                            | [ 36 ]                                                                    |
| 1844.                                                                               | 27.    | 27. února 2022     | Garmisch-Partenkirchen | Gudiberg                                                                                    | SL 516                                                                                      | Henrik Kristoffersen                                                                        | Dave Ryding                                                                                 | Linus Straßer                                                                               | Marco Odermatt                                                            | [ 37 ]                                                                    |
| 1845.                                                                               | 28.    | 4. března 2022     | Kvitfjell              | Olympiabakken                                                                               | SJ 512                                                                                      | Cameron Alexander Niels Hintermann                                                          | 2. místo neuděleno                                                                          | Matthias Mayer                                                                              | Marco Odermatt                                                            | [ 38 ]                                                                    |
| 1846.                                                                               | 29.    | 5. března 2022     | Kvitfjell              | Olympiabakken                                                                               | SJ 513                                                                                      | Dominik Paris                                                                               | Aleksander Aamodt Kilde                                                                     | Beat Feuz Niels Hintermann                                                                  | Marco Odermatt                                                            | [ 39 ]                                                                    |
| 1847.                                                                               | 30.    | 6. března 2022     | Kvitfjell              | Olympiabakken                                                                               | SG 229                                                                                      | Aleksander Aamodt Kilde                                                                     | James Crawford                                                                              | Matthias Mayer                                                                              | Marco Odermatt                                                            | [ 40 ]                                                                    |
| 1848.                                                                               | 31.    | 9. března 2022     | Flachau                | H.-Maier-Weltcupstrecke (53 %)                                                              | SL 517                                                                                      | Atle Lie McGrath                                                                            | Clément Noël                                                                                | Daniel Yule                                                                                 | Marco Odermatt                                                            | [ 41 ]                                                                    |
| 1849.                                                                               | 32.    | 12. března 2022    | Kranjska Gora          | Podkoren 3 (59 %)                                                                           | OS 435                                                                                      | Henrik Kristoffersen                                                                        | Lucas Braathen Marco Odermatt                                                               | 3. místo neuděleno                                                                          | Marco Odermatt                                                            | [ 42 ]                                                                    |
| 1850.                                                                               | 33.    | 13. března 2022    | Kranjska Gora          | Podkoren 3 (59 %)                                                                           | OS 436                                                                                      | Henrik Kristoffersen                                                                        | Stefan Brennsteiner                                                                         | Marco Odermatt                                                                              | Marco Odermatt                                                            | [ 43 ]                                                                    |
| Finále Světového poháru                                                             |        |                    |                        |                                                                                             |                                                                                             |                                                                                             |                                                                                             |                                                                                             |                                                                           |                                                                           |
| 1851.                                                                               | 34.    | 16. března 2022    | Courchevel             | L'Éclipse                                                                                   | SJ 514                                                                                      | Vincent Kriechmayr                                                                          | Marco Odermatt                                                                              | Beat Feuz                                                                                   | Marco Odermatt                                                            | [ 44 ]                                                                    |
| 1852.                                                                               | 35.    | 17. března 2022    | Courchevel             | L'Éclipse                                                                                   | SG 230                                                                                      | Vincent Kriechmayr                                                                          | Marco Odermatt                                                                              | Gino Caviezel                                                                               | Marco Odermatt                                                            | [ 45 ]                                                                    |
| 1853.                                                                               | 36.    | 19. března 2022    | Méribel                | Roc de Fer                                                                                  | OS 437                                                                                      | Marco Odermatt                                                                              | Lucas Braathen                                                                              | Loïc Meillard                                                                               | Marco Odermatt                                                            | [ 46 ]                                                                    |
| 1854.                                                                               | 37.    | 20. března 2022    | Méribel                | Roc de Fer                                                                                  | SL 518                                                                                      | Atle Lie McGrath                                                                            | Henrik Kristoffersen                                                                        | Manuel Feller                                                                               | Marco Odermatt                                                            | [ 47 ]                                                                    |
| Legenda                                                                             |        |                    |                        |                                                                                             |                                                                                             |                                                                                             |                                                                                             |                                                                                             |                                                                           |                                                                           |
| SJ – sjezd, SL – slalom, OS – obří slalom, SG – Super-G, PS – paralelní obří slalom |        |                    |                        |                                                                                             |                                                                                             |                                                                                             |                                                                                             |                                                                                             |                                                                           |                                                                           |

### Pořadí
| Poř.             | po 37 závodech          | body |
| ---------------- | ----------------------- | ---- |
| Vítěz disciplíny | Marco Odermatt          | 1639 |
| 2.               | Aleksander Aamodt Kilde | 1172 |
| 3.               | Henrik Kristoffersen    | 954  |
| 4.               | Matthias Mayer          | 880  |
| 5.               | Vincent Kriechmayr      | 840  |

| Poř.             | po 11 závodech          | body |
| ---------------- | ----------------------- | ---- |
| Vítěz disciplíny | Aleksander Aamodt Kilde | 620  |
| 2.               | Beat Feuz               | 607  |
| 3.               | Dominik Paris           | 522  |
| 4.               | Marco Odermatt          | 517  |
| 5.               | Matthias Mayer          | 508  |

| Poř.             | po 7 závodech           | body |
| ---------------- | ----------------------- | ---- |
| Vítěz disciplíny | Aleksander Aamodt Kilde | 530  |
| 2.               | Marco Odermatt          | 402  |
| 3.               | Vincent Kriechmayr      | 375  |
| 4.               | Matthias Mayer          | 372  |
| 5.               | James Crawford          | 226  |

| Poř.             | po 8 závodech        | body |
| ---------------- | -------------------- | ---- |
| Vítěz disciplíny | Marco Odermatt       | 720  |
| 2.               | Henrik Kristoffersen | 453  |
| 3.               | Manuel Feller        | 326  |
| 4.               | Lucas Braathen       | 308  |
| 5.               | Alexis Pinturault    | 300  |

| Poř.             | po 10 závodech       | body |
| ---------------- | -------------------- | ---- |
| Vítěz disciplíny | Henrik Kristoffersen | 451  |
| 2.               | Manuel Feller        | 361  |
| 3.               | Atle Lie McGrath     | 348  |
| 4.               | Lucas Braathen       | 347  |
| 5.               | Linus Straßer        | 307  |

| Poř. | po 1 závodu          | body |
| ---- | -------------------- | ---- |
| 1.   | Christian Hirschbühl | 100  |
| 2.   | Dominik Raschner     | 80   |
| 3.   | Atle Lie McGrath     | 60   |
| 4.   | Henrik Kristoffersen | 50   |
| 5.   | Trevor Philp         | 45   |

## Ženy

### Kalendář
| Poř.                                                                                | závod  | datum              | dějiště                | sjezdovka (max. sklon)           | typ                  | 1. místo                                                                                      | 2. místo                                                                                      | 3. místo                                                                                      | celková lídryně                                                                               | zdroj                                                                                         |
| ----------------------------------------------------------------------------------- | ------ | ------------------ | ---------------------- | -------------------------------- | -------------------- | --------------------------------------------------------------------------------------------- | --------------------------------------------------------------------------------------------- | --------------------------------------------------------------------------------------------- | --------------------------------------------------------------------------------------------- | --------------------------------------------------------------------------------------------- |
| 1698.                                                                               | 1.     | 23. říjnu 2021     | Sölden                 | Rettenbach (68,2 %)              | OS 427               | Mikaela Shiffrinová                                                                           | Lara Gutová-Behramiová                                                                        | Petra Vlhová                                                                                  | Mikaela Shiffrinová                                                                           | [ 52 ]                                                                                        |
| 1699.                                                                               | 2.     | 13. listopadu 2021 | Lech/Zürs              | Flexenarena (50 %)               | PS 003               | Andreja Slokarová                                                                             | Thea Louise Stjernesundová                                                                    | Kristin Lysdahlová                                                                            | Andreja Slokarová                                                                             | [ 53 ]                                                                                        |
| 1700.                                                                               | 3.     | 20. listopadu 2021 | Levi                   | Levi Black (52 %)                | SL 479               | Petra Vlhová                                                                                  | Mikaela Shiffrinová                                                                           | Lena Dürrová                                                                                  | Mikaela Shiffrinová                                                                           | [ 54 ]                                                                                        |
| 1701.                                                                               | 4.     | 21. listopadu 2021 | Levi                   | Levi Black (52 %)                | SL 480               | Petra Vlhová                                                                                  | Mikaela Shiffrinová                                                                           | Lena Dürrová                                                                                  | Petra Vlhová Mikaela Shiffrinová                                                              | [ 55 ]                                                                                        |
|                                                                                     |        | 27. listopadu 2021 | Killington             | Superstar                        | OS cnx               | zrušeno před druhým kolem pro silný vítr, přesunuto do Courchevelu na 22. prosince 2021       | zrušeno před druhým kolem pro silný vítr, přesunuto do Courchevelu na 22. prosince 2021       | zrušeno před druhým kolem pro silný vítr, přesunuto do Courchevelu na 22. prosince 2021       | zrušeno před druhým kolem pro silný vítr, přesunuto do Courchevelu na 22. prosince 2021       | zrušeno před druhým kolem pro silný vítr, přesunuto do Courchevelu na 22. prosince 2021       |
| 1702.                                                                               | 5.     | 28. listopadu 2021 | Killington             | Superstar                        | SL 481               | Mikaela Shiffrinová                                                                           | Petra Vlhová                                                                                  | Wendy Holdenerová                                                                             | Mikaela Shiffrinová                                                                           | [ 56 ]                                                                                        |
| 1703.                                                                               | 6.     | 3. prosince 2021   | Lake Louise            | Men's Olympic Downhill (53 %)    | SJ 425               | Sofia Goggiová                                                                                | Breezy Johnsonová                                                                             | Mirjam Puchnerová                                                                             | Mikaela Shiffrinová                                                                           | [ 57 ]                                                                                        |
| 1704.                                                                               | 7.     | 4. prosince 2021   | Lake Louise            | Men's Olympic Downhill (53 %)    | SJ 426               | Sofia Goggiová                                                                                | Breezy Johnsonová                                                                             | Corinne Suterová                                                                              | Mikaela Shiffrinová                                                                           | [ 58 ]                                                                                        |
| 1705.                                                                               | 8.     | 5. prosince 2021   | Lake Louise            | Men's Olympic Downhill (53 %)    | SG 245               | Sofia Goggiová                                                                                | Lara Gutová-Behramiová                                                                        | Mirjam Puchnerová                                                                             | Mikaela Shiffrinová                                                                           | [ 59 ]                                                                                        |
| 1706.                                                                               | 9.     | 11. prosince 2021  | Svatý Mořic            | Corviglia (61 %)                 | SG 246               | Lara Gutová-Behramiová                                                                        | Sofia Goggiová                                                                                | Mikaela Shiffrinová                                                                           | Mikaela Shiffrinová                                                                           | [ 60 ]                                                                                        |
| 1707.                                                                               | 10.    | 12. prosince 2021  | Svatý Mořic            | Corviglia (61 %)                 | SG 247               | Federica Brignoneová                                                                          | Elena Curtoniová                                                                              | Mikaela Shiffrinová                                                                           | Mikaela Shiffrinová                                                                           | [ 61 ]                                                                                        |
| 1708.                                                                               | 11.    | 18. prosince 2021  | Val-d'Isère            | Piste Oreiller-Killy (52 %)      | SJ 427               | Sofia Goggiová                                                                                | Breezy Johnsonová                                                                             | Mirjam Puchnerová                                                                             | Sofia Goggiová                                                                                | [ 62 ]                                                                                        |
| 1709.                                                                               | 12.    | 19. prosince 2021  | Val-d'Isère            | Piste Oreiller-Killy (52 %)      | SG 248               | Sofia Goggiová                                                                                | Ragnhild Mowinckelová                                                                         | Elena Curtoniová                                                                              | Sofia Goggiová                                                                                | [ 63 ]                                                                                        |
| 1710.                                                                               | 13.    | 21. prosince 2021  | Courchevel             | Stade Emile-Allais               | OS 428               | Mikaela Shiffrinová                                                                           | Sara Hectorová                                                                                | Michelle Gisinová                                                                             | Mikaela Shiffrinová                                                                           | [ 64 ]                                                                                        |
| 1711.                                                                               | 14.    | 22. prosince 2021  | Courchevel             | Stade Emile-Allais               | OS 429               | Sara Hectorová                                                                                | Mikaela Shiffrinová                                                                           | Marta Bassinová                                                                               | Mikaela Shiffrinová                                                                           | [ 65 ]                                                                                        |
| 1712.                                                                               | 15.    | 28. prosince 2021  | Lienz                  | Schlossberg (47 %)               | OS 430               | Tessa Worleyová                                                                               | Petra Vlhová                                                                                  | Sara Hectorová                                                                                | Mikaela Shiffrinová                                                                           | [ 66 ]                                                                                        |
| 1713.                                                                               | 16.    | 29. prosince 2021  | Lienz                  | Schlossberg (47 %)               | SL 482               | Petra Vlhová                                                                                  | Katharina Liensbergerová                                                                      | Michelle Gisinová                                                                             | Mikaela Shiffrinová                                                                           | [ 67 ]                                                                                        |
| 1714.                                                                               | 17.    | 4. ledna 2022      | Záhřeb                 | Crveni spust                     | SL 483               | Petra Vlhová                                                                                  | Mikaela Shiffrinová                                                                           | Katharina Liensbergerová                                                                      | Mikaela Shiffrinová                                                                           | [ 68 ]                                                                                        |
|                                                                                     |        | 8. ledna 2022      | Maribor                | Miranova proga A                 | OS cnx               | zrušeno pro teplé počasí a nedostatek sněhu; přesunuto do Kranjské Gory na téže datum         | zrušeno pro teplé počasí a nedostatek sněhu; přesunuto do Kranjské Gory na téže datum         | zrušeno pro teplé počasí a nedostatek sněhu; přesunuto do Kranjské Gory na téže datum         | zrušeno pro teplé počasí a nedostatek sněhu; přesunuto do Kranjské Gory na téže datum         | zrušeno pro teplé počasí a nedostatek sněhu; přesunuto do Kranjské Gory na téže datum         |
| 9. ledna 2022                                                                       | SL cnx |                    | Maribor                | Miranova proga A                 |                      | zrušeno pro teplé počasí a nedostatek sněhu; přesunuto do Kranjské Gory na téže datum         | zrušeno pro teplé počasí a nedostatek sněhu; přesunuto do Kranjské Gory na téže datum         | zrušeno pro teplé počasí a nedostatek sněhu; přesunuto do Kranjské Gory na téže datum         | zrušeno pro teplé počasí a nedostatek sněhu; přesunuto do Kranjské Gory na téže datum         | zrušeno pro teplé počasí a nedostatek sněhu; přesunuto do Kranjské Gory na téže datum         |
| 1715.                                                                               | 18.    | 8. ledna 2022      | Kranjska Gora          | Podkoren 3 (59 %)                | OS 431               | Sara Hectorová                                                                                | Tessa Worleyová                                                                               | Marta Bassinová                                                                               | Mikaela Shiffrinová                                                                           | [ 69 ]                                                                                        |
| 1716.                                                                               | 19.    | 9. ledna 2022      | Kranjska Gora          | Podkoren 3 (59 %)                | SL 484               | Petra Vlhová                                                                                  | Wendy Holdenerová                                                                             | Anna Swennová-Larssonová                                                                      | Mikaela Shiffrinová                                                                           | [ 70 ]                                                                                        |
|                                                                                     |        | 11. ledna 2022     | Flachau                | H.-Maier-Weltcupstrecke (53 %)   | SL cnx               | velmi vysoká incidence covidové pozitivity ve Flachau; přesunuto do Schladmingu na téže datum | velmi vysoká incidence covidové pozitivity ve Flachau; přesunuto do Schladmingu na téže datum | velmi vysoká incidence covidové pozitivity ve Flachau; přesunuto do Schladmingu na téže datum | velmi vysoká incidence covidové pozitivity ve Flachau; přesunuto do Schladmingu na téže datum | velmi vysoká incidence covidové pozitivity ve Flachau; přesunuto do Schladmingu na téže datum |
| 1717.                                                                               | 20.    | 11. ledna 2022     | Schladming             | Planai (54 %)                    | SL 485               | Mikaela Shiffrinová                                                                           | Petra Vlhová                                                                                  | Lena Dürrová                                                                                  | Mikaela Shiffrinová                                                                           | [ 71 ]                                                                                        |
| 1718.                                                                               | 21.    | 15. ledna 2022     | Zauchensee             | Kälberloch (70 %)                | SJ 428               | Lara Gutová-Behramiová                                                                        | Kira Weidleová                                                                                | Ramona Siebenhoferová                                                                         | Mikaela Shiffrinová                                                                           | [ 72 ]                                                                                        |
| 1719.                                                                               | 22.    | 16. ledna 2022     | Zauchensee             | Kälberloch (70 %)                | SG 249               | Federica Brignoneová                                                                          | Corinne Suterová                                                                              | Ariane Rädlerová                                                                              | Mikaela Shiffrinová                                                                           | [ 73 ]                                                                                        |
| 1720.                                                                               | 23.    | 22. ledna 2022     | Cortina d'Ampezzo      | Olimpia delle Tofane (65 %)      | SJ 429               | Sofia Goggiová                                                                                | Ramona Siebenhoferová                                                                         | Ester Ledecká                                                                                 | Mikaela Shiffrinová                                                                           | [ 74 ]                                                                                        |
| 1721.                                                                               | 24.    | 23. ledna 2022     | Cortina d'Ampezzo      | Olimpia delle Tofane (65 %)      | SG 250               | Elena Curtoniová                                                                              | Tamara Tipplerová                                                                             | Michelle Gisinová                                                                             | Mikaela Shiffrinová                                                                           | [ 75 ]                                                                                        |
| 1722.                                                                               | 25.    | 25. ledna 2022     | Kronplatz              | ERTA (61 %)                      | OS 432               | Sara Hectorová                                                                                | Petra Vlhová                                                                                  | Tessa Worleyová                                                                               | Mikaela Shiffrinová                                                                           | [ 76 ]                                                                                        |
| 1723.                                                                               | 26.    | 29. ledna 2022     | Garmisch-Partenkirchen | Kandahar 1 (85 %)                | SJ 430               | Corinne Suterová                                                                              | Jasmine Fluryová                                                                              | Cornelia Hütterová                                                                            | Mikaela Shiffrinová                                                                           | [ 77 ]                                                                                        |
| 1724.                                                                               | 27.    | 30. ledna 2022     | Garmisch-Partenkirchen | Kandahar 1 (85 %)                | SG 251               | Federica Brignoneová Cornelia Hütterová                                                       | 2. místo neuděleno                                                                            | Tamara Tipplerová                                                                             | Mikaela Shiffrinová                                                                           | [ 78 ]                                                                                        |
|                                                                                     |        | 7.–20. února 2022  | Peking                 | Zimní olympijské hry             | Zimní olympijské hry | Zimní olympijské hry                                                                          | Zimní olympijské hry                                                                          | Zimní olympijské hry                                                                          | Zimní olympijské hry                                                                          | Zimní olympijské hry                                                                          |
| 1725.                                                                               | 28.    | 26. února 2022     | Crans-Montana          | Mont Lachaux                     | SJ 431               | Ester Ledecká                                                                                 | Ragnhild Mowinckelová                                                                         | Cornelia Hütterová                                                                            | Mikaela Shiffrinová                                                                           | [ 79 ]                                                                                        |
| 1726.                                                                               | 29.    | 27. února 2022     | Crans-Montana          | Mont Lachaux                     | SJ 432               | Priska Nuferová                                                                               | Ester Ledecká                                                                                 | Sofia Goggiová                                                                                | Petra Vlhová Mikaela Shiffrinová                                                              | [ 80 ]                                                                                        |
| 1727.                                                                               | 30.    | 5. března 2022     | Lenzerheide            | Silvano Beltrametti piste (65 %) | SG 252               | Romane Miradoli                                                                               | Mikaela Shiffrinová                                                                           | Lara Gutová-Behramiová                                                                        | Mikaela Shiffrinová                                                                           | [ 81 ]                                                                                        |
| 1728.                                                                               | 31.    | 6. března 2022     | Lenzerheide            | Silvano Beltrametti piste (65 %) | OS 433               | Tessa Worleyová                                                                               | Federica Brignoneová                                                                          | Sara Hectorová                                                                                | Mikaela Shiffrinová                                                                           | [ 82 ]                                                                                        |
| 1729.                                                                               | 32.    | 11. března 2022    | Åre                    | Olympia                          | OS 434               | Petra Vlhová                                                                                  | Marta Bassinová                                                                               | Mikaela Shiffrinová                                                                           | Mikaela Shiffrinová                                                                           | [ 83 ]                                                                                        |
| 1730.                                                                               | 33.    | 12. března 2022    | Åre                    | Olympia                          | SL 486               | Katharina Liensbergerová                                                                      | Mina Fürstová Holtmannová                                                                     | Michelle Gisinová                                                                             | Mikaela Shiffrinová                                                                           | [ 84 ]                                                                                        |
| Finále Světového poháru                                                             |        |                    |                        |                                  |                      |                                                                                               |                                                                                               |                                                                                               |                                                                                               |                                                                                               |
| 1731.                                                                               | 34.    | 16. března 2022    | Courchevel             | L'Éclipse                        | SJ 433               | Mikaela Shiffrinová                                                                           | Christine Scheyerová Joana Hählenová                                                          | 3. místo neuděleno                                                                            | Mikaela Shiffrinová                                                                           | [ 85 ]                                                                                        |
| 1732.                                                                               | 35.    | 17. března 2022    | Courchevel             | L'Éclipse                        | SG 253               | Ragnhild Mowinckelová                                                                         | Mikaela Shiffrinová                                                                           | Michelle Gisinová                                                                             | Mikaela Shiffrinová                                                                           | [ 86 ]                                                                                        |
| 1733.                                                                               | 36.    | 19. března 2022    | Méribel                | Roc de Fer                       | SL 487               | Andreja Slokarová                                                                             | Lena Dürrová                                                                                  | Petra Vlhová                                                                                  | Mikaela Shiffrinová                                                                           | [ 87 ]                                                                                        |
| 1734.                                                                               | 37.    | 20. března 2022    | Méribel                | Roc de Fer                       | OS 435               | Federica Brignoneová                                                                          | Marta Bassinová                                                                               | Petra Vlhová                                                                                  | Mikaela Shiffrinová                                                                           | [ 88 ]                                                                                        |
| Legenda                                                                             |        |                    |                        |                                  |                      |                                                                                               |                                                                                               |                                                                                               |                                                                                               |                                                                                               |
| SJ – sjezd, SL – slalom, OS – obří slalom, SG – Super-G, PS – paralelní obří slalom |        |                    |                        |                                  |                      |                                                                                               |                                                                                               |                                                                                               |                                                                                               |                                                                                               |

### Pořadí
| Poř.               | po 37 závodech        | body |
| ------------------ | --------------------- | ---- |
| Vítězka disciplíny | Mikaela Shiffrinová   | 1493 |
| 2.                 | Petra Vlhová          | 1309 |
| 3.                 | Federica Brignoneová  | 1055 |
| 4.                 | Ragnhild Mowinckelová | 880  |
| 5.                 | Michelle Gisinová     | 874  |

| Poř.               | po 9 závodech         | body |
| ------------------ | --------------------- | ---- |
| Vítězka disciplíny | Sofia Goggiová        | 504  |
| 2.                 | Corinne Suterová      | 407  |
| 3.                 | Ester Ledecká         | 339  |
| 4.                 | Ramona Siebenhoferová | 331  |
| 5.                 | Mirjam Puchnerová     | 296  |

| Poř.               | po 9 závodech         | body |
| ------------------ | --------------------- | ---- |
| Vítězka disciplíny | Federica Brignoneová  | 506  |
| 2.                 | Elena Curtoniová      | 390  |
| 3.                 | Mikaela Shiffrinová   | 380  |
| 4.                 | Ragnhild Mowinckelová | 353  |
| 5.                 | Sofia Goggiová        | 332  |

| Poř.               | po 9 závodech       | body |
| ------------------ | ------------------- | ---- |
| Vítězka disciplíny | Tessa Worleyová     | 567  |
| 2.                 | Sara Hectorová      | 540  |
| 3.                 | Mikaela Shiffrinová | 507  |
| 4.                 | Petra Vlhová        | 491  |
| 5.                 | Marta Bassinová     | 356  |

| Poř.               | po 9 závodech            | body |
| ------------------ | ------------------------ | ---- |
| Vítězka disciplíny | Petra Vlhová             | 770  |
| 2.                 | Mikaela Shiffrinová      | 501  |
| 3.                 | Lena Dürrová             | 437  |
| 4.                 | Katharina Liensbergerová | 392  |
| 5.                 | Wendy Holdenerová        | 357  |

| Poř. | po 1 závodu                | body |
| ---- | -------------------------- | ---- |
| 1.   | Andreja Slokarová          | 100  |
| 2.   | Thea Louise Stjernesundová | 80   |
| 3.   | Kristin Lysdahlová         | 60   |
| 4.   | Marta Bassinová            | 50   |
| 5.   | Sara Hectorová             | 45   |

## Týmová soutěž

### Kalendář
| Poř.                                      | závod | datum           | dějiště | sjezdovka (max. sklon) | typ                  | 1. místo                                                                         | 2. místo | 3. místo                                                           | lídr Poháru národů                        | zdroj                |
| ----------------------------------------- | ----- | --------------- | ------- | ---------------------- | -------------------- | -------------------------------------------------------------------------------- | --- | ------------------------------------------------------------------ | ----------------------------------------- | -------------------- |
|                                           |       | 20. února 2022  | Peking  | Zimní olympijské hry   | Zimní olympijské hry | Zimní olympijské hry                                                             | Zimní olympijské hry                                                                                                   | Zimní olympijské hry                                               | Zimní olympijské hry                      | Zimní olympijské hry |
| Finále Světového poháru                   |       |                 |         |                        |                      |                                                                                  | |                                                                    |                                           |                      |
| 16.                                       | 1.    | 18. března 2022 | Méribel | Roc de Fer             | PS 013               | ŠvýcarskoDelphine Darbellayová Andrea Ellenbergerová Fadri Janutin Livio Simonet | RakouskoStefan Brennsteiner Patrick Feurstein Fabio GstreinN Ricarda Haaserová Katharina HuberováN Katharina Truppeová | NěmeckoLena Dürrová Fabian Gratz Antonia Kermerová Julian Rauchfuß | Rakousko (celkem a ženy) Švýcarsko (muži) | [ 93 ]               |
| Legenda                                   |       |                 |         |                        |                      |                                                                                  | |                                                                    |                                           |                      |
| PS – paralelní obří slalom, N – náhradník |       |                 |         |                        |                      |                                                                                  | |                                                                    |                                           |                      |

## Pohár národů
| Poř.             | po 75 závodech | body  |
| ---------------- | -------------- | ----- |
| Vítěz disciplíny | Rakousko       | 10667 |
| 2                | Švýcarsko      | 10410 |
| 3                | Itálie         | 6511  |
| 4                | Norsko         | 6074  |
| 5                | Francie        | 4194  |

| Poř.             | po 38 závodech | body |
| ---------------- | -------------- | ---- |
| Vítěz disciplíny | Švýcarsko      | 5705 |
| 2.               | Rakousko       | 5682 |
| 3.               | Norsko         | 4228 |
| 4.               | Itálie         | 2600 |
| 5.               | Francie        | 2251 |

| Poř.             | po 38 závodech | body |
| ---------------- | -------------- | ---- |
| Vítěz disciplíny | Rakousko       | 4985 |
| 2.               | Švýcarsko      | 4705 |
| 3.               | Itálie         | 3911 |
| 4.               | USA            | 2268 |
| 5.               | Francie        | 1943 |

## Nejvyšší výdělky
| Poř.                          | lyžař                   | výdělek     |
| ----------------------------- | ----------------------- | ----------- |
| 1.                            | Marco Odermatt          | 565 445 CHF |
| 2.                            | Aleksander Aamodt Kilde | 468 900 CHF |
| 3.                            | Henrik Kristoffersen    | 308 546 CHF |
| 4.                            | Beat Feuz               | 228 600 CHF |
| 5.                            | Vincent Kriechmayr      | 223 700 CHF |
| Aktualizováno 20. března 2022 |                         |             |

| Poř.                          | lyžařka              | výdělek     |
| ----------------------------- | -------------------- | ----------- |
| 1.                            | Petra Vlhová         | 408 332 CHF |
| 2.                            | Mikaela Shiffrinová  | 406 745 CHF |
| 3.                            | Sofia Goggiová       | 309 250 CHF |
| 4.                            | Federica Brignoneová | 247 275 CHF |
| 5.                            | Sara Hectorová       | 194 073 CHF |
| Aktualizováno 20. března 2022 |                      |             |

## Statistiky

### První vítězství v kariéře
| - Christian Hirschbühl (31 let), ve své osmé sezóně – paralelní obří slalom v Lechu/Zürsu - Bryce Bennett (29 let), ve své deváté sezóně – sjezd ve Val Gardeně/Grödenu - Johannes Strolz (29 let), ve své osmé sezóně – slalom v Adelbodenu - Dave Ryding (35 let), ve své dvanácté sezóně – slalom v Kitzbühelu - Cameron Alexander (24 let), ve své třetí sezóně – sjezd v Kvitfjellu - Atle Lie McGrath (21 let), ve své čtvrté sezóně – slalom ve Flachau | - Andreja Slokarová (24 let), ve své páté sezóně – paralelní obří slalom v Lechu/Zürsu - Priska Nuferová (30 let), ve své desáté sezóně – sjezd v Crans Montaně - Romane Miradoliová (27 let), ve své desáté sezóně – Super-G v Lenzerheide |

### První stupně vítězů v kariéře
| - Christian Hirschbühl (31 let), ve své osmé sezóně – 1. místo, paralelní obří slalom v Lechu/Zürsu - Bryce Bennett (29 let), ve své deváté sezóně – 1. místo, sjezd ve Val Gardeně/Grödenu - Johannes Strolz (29 let), ve své osmé sezóně – 1. místo, slalom v Adelbodenu - Cameron Alexander (24 let), ve své třetí sezóně – 1. místo, sjezd v Kvitfjellu - Dominik Raschner (27 let), ve své sedmé sezóně – 2. místo, paralelní obří slalom v Lechu/Zürsu - Kristoffer Jakobsen (27 let), ve své šesté sezóně – 2. místo, slalom ve Val d'Isère - Luca De Aliprandini (31 let), ve své jedenácté sezóně – 2. místo, obří slalom v Alta Badia - Raphael Haaser (24 let), ve své třetí sezóně – 2. místo, Super-G v Bormiu - James Crawford (24 let), ve své šesté sezóně – 2. místo, Super-G v Kvitfjelu - Broderick Thompson (27 let), ve své šesté sezóně – 3. místo, Super-G v Beaver Creeku - Blaise Giezendanner (30 let), ve své deváté sezóně – 3. místo, sjezd v Kitzbühelu - Daniel Hemetsberger (30 let), ve své páté sezóně – 3. místo, sjezd v Kitzbühelu | - Andreja Slokarová (24 let), ve své páté sezóně – 1. místo, paralelní obří slalom v Lechu/Zürsu - Priska Nuferová (30 let), ve své desáté sezóně – 1. místo, sjezd v Crans Montaně - Romane Miradoliová (27 let), ve své desáté sezóně – 1. místo, Super-G v Lenzerheid - Thea Louise Stjernesundová (24 let), ve své čtvrté sezóně – 2. místo, paralelní obří slalom v Lechu/Zürsu - Kristin Lysdahlová (25 let), ve své šesté sezóně – 3. místo, paralelní obří slalom v Lechu/Zürsu - Ariane Rädlerová (26 let), ve své čtvrté sezóně – 3. místo, Super-G v Zauchensee |

### Počet vítězství v sezóně (kariéře)
| - Aleksander Aamodt Kilde – 7 (13) - Marco Odermatt – 7 (11) - Henrik Kristoffersen – 5 (28) - Vincent Kriechmayr – 3 (12) - Dominik Paris – 2 (21) - Atle Lie McGrath – 2 (2) - Beat Feuz – 1 (16) - Matthias Mayer – 1 (11) - Clément Noël – 1 (9) - Linus Straßer – 1 (3) - Sebastian Foss-Solevåg – 1 (2) - Lucas Braathen – 1 (2) - Niels Hintermann – 1 (2) - Christian Hirschbühl – 1 (1) - Bryce Bennett – 1 (1) - Johannes Strolz – 1 (1) - Dave Ryding – 1 (1) - Cameron Alexander – 1 (1) | - Petra Vlhová – 6 (26) - Sofia Goggiová – 6 (17) - Mikaela Shiffrinová – 5 (74) - Federica Brignoneová – 4 (20) - Sara Hectorová – 3 (4) - Lara Gutová-Behramiová – 2 (34) - Tessa Worleyová – 2 (16) - Andreja Slokarová – 2 (2) - Corinne Suterová – 1 (4) - Cornelia Hütterová – 1 (3) - Ester Ledecká – 1 (3) - Katharina Liensbergerová – 1 (3) - Elena Curtoniová – 1 (2) - Ragnhild Mowinckelová – 1 (2) - Priska Nuferová – 1 (1) - Romane Miradoliová – 1 (1) |

## Ukončení kariéry
Následující lyžaři ukončili kariéru ve Světovém poháru:
| - Carlo Janka - Kjetil Jansrud - Nils Mani - Manfred Mölgg - Roberto Nani | - Charlotte Chableová - Magdalena Fjällströmová - Francesca Marsagliová - Stephanie Reschová - Kristina Riisová-Johannessenová - Federica Sosiová |